# الرويسات (بنغازي)
الرويسات من المناطق السكنية الهادئة في بنغازى، ليبيا.وتتميز الرويسات بتوافر الكثير من الخدمات ولقربها من منطقه «الفندق البلدي» التي بها الأسواق والمحلات التجارية.
تعرف الرويسات في بدايات القرن العشرين كمركز تجاري في مدينة بنغازي حيث يوجد بها عدة أسواق مثل سوق الرويسات الذي يحتوي على محلات للمواد المنزلية والملابس والمواد الغذائية وغيرها وتحيط به مجموعة من المقاهي من أشهرها قهوة المسلاتي وعوقي والان أصبح سوق للاحذية والمفروشات.ويوجد بها سوق لبيع الخضروات موجود حتى الآن، ومحطة للتبادل التجاري والنقل زمن الكاروات.
وكان يوجد بها دار عرض للسينما تسمى سينما الوحدة مقابل لمصرف الوحدة حاليا ويوجد بها أكبر مصنع للحلوى في بنغازي يعرف باسم مصنع الكانون نسبة لأصحابه، ومن أقدم مساجد الرويسات مسجد بلوطة يوجد في شارع الطيرة، وكان يوجد بها زاوية عبد السلام بوذيب بشارع بومدين التي أزيلت وانشاء مسجد الصحابة مكانها سنة 1991ميلادي.
ويوجد في الرويسات نادي النصر الليبي ثاني أكبر نادي في المدينة.ومن أهم الشوارع التي تقع بها شارع الفاتح سابقا وهو يمتد لمسافه 4 كيلو متر تقريبا.وشارع الطيرة وبومدين وبوقعيقص